# Max Wilson
 (mai 2025).
Si vous disposez d'ouvrages ou d'articles de référence ou si vous connaissez des sites web de qualité traitant du thème abordé ici, merci de compléter l'article en donnant les références utiles à sa vérifiabilité et en les liant à la section « Notes et références ».
Max Wilson est un pilote automobile brésilien, né le 22 août 1972.

## Carrière
- 1994 : Formule Chevrolet Brésil, 2e
- 1995 : Formule 3 sudaméricaine, 2e
- 1996 : Championnat d'Allemagne de Formule 3, 10e
- 1997 : Formule 3000, 5e
- 1998 : Formule 3000, 9e
- 1999 : Formule 3000, 8e
- 2001 : Champ Car, 25e
- 2002 : V8 Supercars Australia, 32e
- 2003 : V8 Supercars Australia, 17e
- 2004 : V8 Supercars Australia, 28e
- 2005 : V8 Supercars Australia, 24e
- 2006 : V8 Supercars Australia, 15e
- 2007 : V8 Supercars Australia, 17e